# Fadiga por compaixão
A fadiga por compaixão, também conhecida como estresse traumático secundário (ETS), é uma condição caracterizada por uma diminuição gradual da compaixão ao longo do tempo. Acadêmicos que estudam a fadiga por compaixão observam que a condição é comum entre trabalhadores que trabalham diretamente com vítimas de desastres, traumas ou doenças, especialmente no setor de saúde. Profissionais em outras ocupações também arriscam experimentar a fadiga por compaixão, por ex. advogados trabalhadores de proteção à criança, e veterinários. Outras ocupações incluem: terapeutas, assistentes sociais, enfermeiros, professores, psicólogos, policiais, paramédicos, técnicos de emergência médica, bombeiros, agentes de bem-estar animal e coordenadores de unidades de saúde. Não-trabalhadores, como familiares, parentes e outros cuidadores informais de pessoas que sofrem de uma doença crônica, também podem experimentar a fadiga por compaixão. Foi diagnosticado pela primeira vez em enfermeiras na década de 1950.[carece de fontes?]
As pessoas que experimentam a fadiga por compaixão podem apresentar vários sintomas, incluindo desesperança, diminuição das experiências de prazer, estresse e ansiedade constantes, insônia ou pesadelos e uma atitude negativa generalizada. Isso pode ter efeitos prejudiciais sobre os indivíduos, tanto profissional quanto pessoalmente, incluindo uma diminuição na produtividade, a incapacidade de se concentrar e o desenvolvimento de novos sentimentos de incompetência e insegurança.
Analistas de jornalismo argumentam que a mídia noticiosa causou cansaço generalizado de compaixão na sociedade ao saturar jornais e noticiários com imagens descontextualizadas e histórias de tragédia e sofrimento. Isso fez com que o público se tornasse insensível ou resistente para ajudar as pessoas que estão sofrendo.[carece de fontes?]